# Mahagon

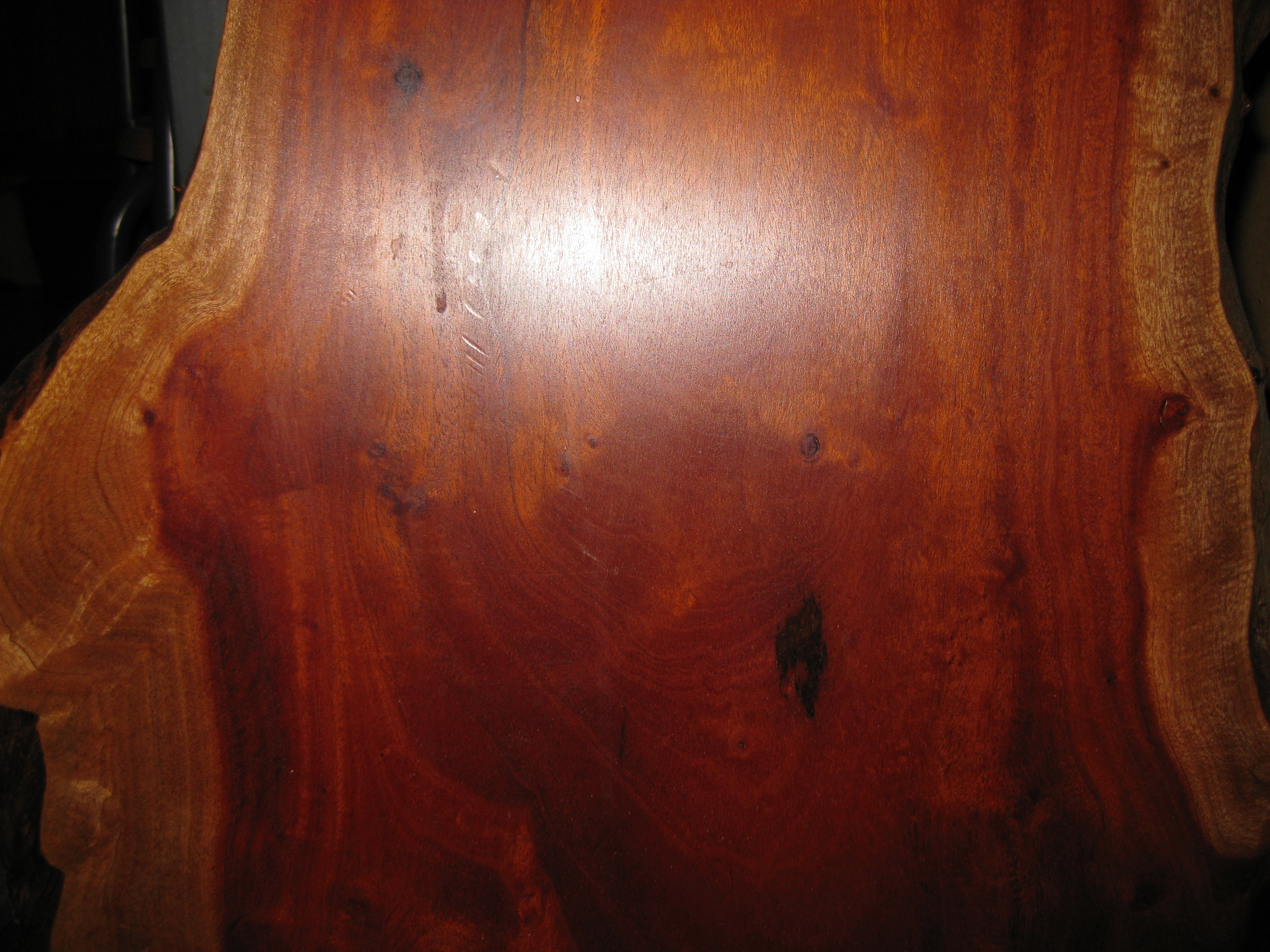
Leštěný mahagon

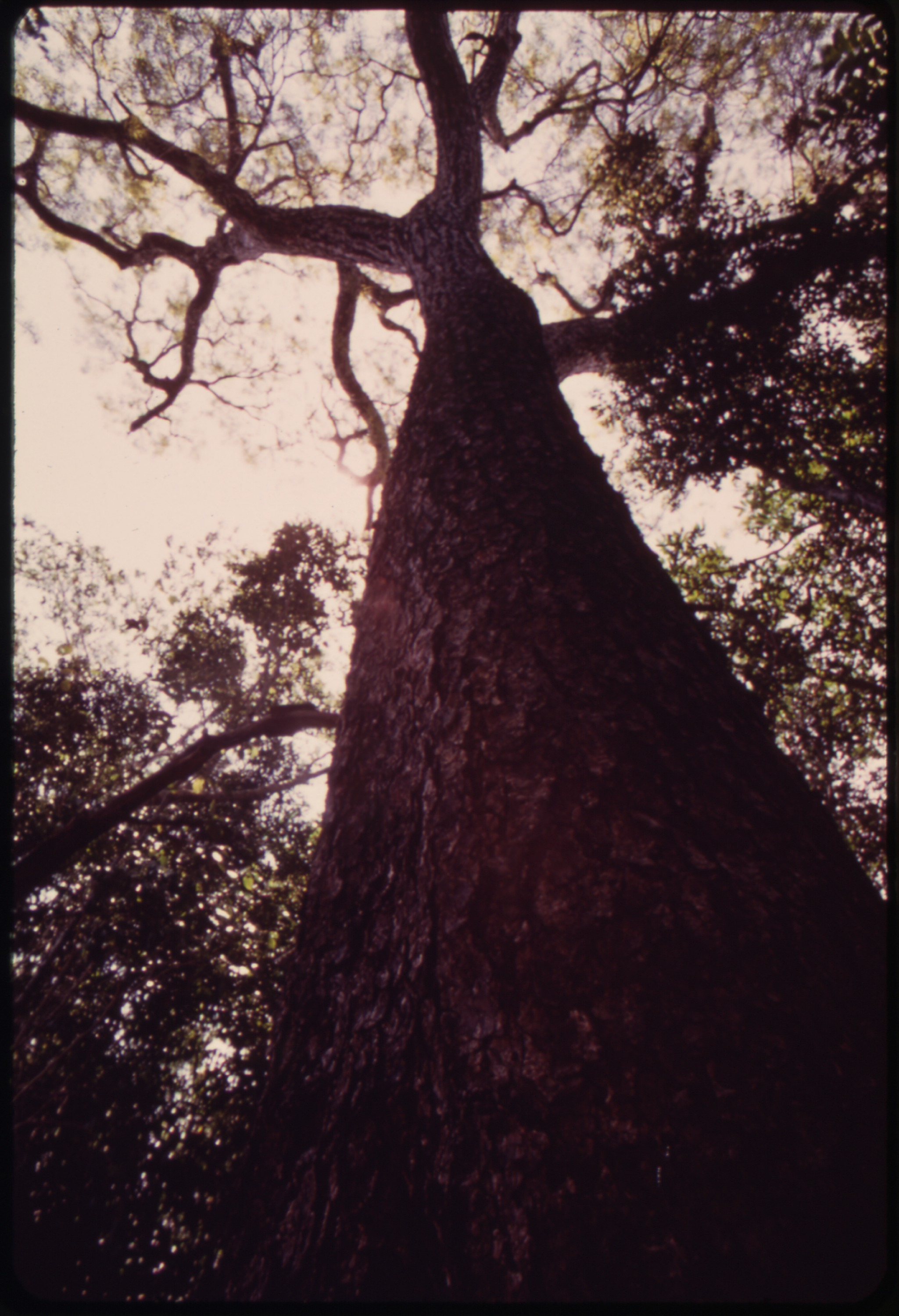
Svietenie mahagonová (Swietenia mahagony) na jižní Floridě

Mahagon je označení pro dřevo některých druhů tropických stromů z čeledi zederachovité (Meliaceae). Za pravý mahagon je považováno dřevo stromů rodu svietenie (Swietenia), nazývané také americký mahagon. Dřevo příbuzného afrického rodu khaja (Khaya) je známo jako africký mahagon. Oba rody jsou blízce příbuzné a poskytují dřevo s podobným vzhledem i vlastnostmi. Přízvisko mahagon se však z komerčních důvodů používá i pro některá jiná dřeva, která nemají s opravdovým mahagonem mnoho společného.
Mahagon je velmi dekorativní dřevo s výjimečnými vlastnostmi. Navzdory tvarové stálosti a odolnosti je dobře opracovatelné a lze jej leštit do vysokého lesku. Patří k nejvíce ceněným dřevům světa.

## Americký mahagon
Jako americký nebo také pravý mahagon je označováno dřevo stromů rodu svietenie (Swietenia). V některých zdrojích se za zdroj pravého mahagonu označuje svietenie mahagonová (S. mahagoni), pocházející z Karibských ostrovů a jižní Floridy, v jiných svietenie velkolistá (S. macrophylla) s původem v pevninské Střední a Jižní Americe. Faktem je, že dřevo obou druhů je takřka nerozlišitelné a označení pravý mahagon platí v dnešní době stejnou měrou pro oba druhy. Někdy se odlišuje dřevo S. mahagoni přízviskem kubánský mahagon a dřevo S. macrophylla přízviskem honduraský mahagon. Třetí druh rodu, Swietenia humilis, dorůstá podstatně menších objemů a jeho význam je proto omezenější. Označuje se jako mexický mahagon.
Z počátku byl mahagon těžen zejména na Kubě, kde rostly vysoké exempláře svietenie mahagonové dávající excelentní řezivo. Koncem 18. století byl mahagon dovážen do Evropy zejména jako náhrada dubu při stavbě lodí a náhrada kaštanu při výrobě nábytku v dobách, kdy byl těchto dřev nedostatek. Vlivem nadměrné těžby a plýtvání, při němž byly kmeny o průměru až do půl metru nezřídka používány jako topivo, byly zásoby již v polovině 20. století vyčerpány. V roce 1946 byl export tohoto dřeva z Kuby zastaven, v menších množstvích však bylo i později vyváženo z některých jiných karibských zemí. Původní karibský mahagon se následně stal v obchodě natolik vzácným, že termín pravý mahagon byl přenesen na dřevo blízce příbuzné svietenie velkolisté, která je v současnosti jediným komerčně významným druhem. Mahagon je považován za nejdražší dřevo Latinské Ameriky. Jeho cena se pohybuje okolo 1000 dolarů za kubický metr a představuje asi dvojnásobek ceny jiných standardně obchodovaných tropických dřev, jako je iroko (Milicia), keruing (Dipterocarpus) nebo meranti (Shorea).
Svietenie velkolistá je světlomilná, rychle rostoucí dřevina se širokou ekologickou amplitudou, která se dobře hodí k pěstování na plantážích.
V Indii byla svietenie vysazena již v roce 1795. V rovníkové Africe bylo zakládání plantáží zprvu neúspěšné, neboť mladé rostliny byly masivně napadány můrami rodu Hypsipyla, jejichž housenky vrtají v mladých větvích různých dřevin čeledi zederachovité. V současnosti je svietenie velkolistá pěstována na plantážích v tropech po celém světě. Dřevo z plantáží je obdobné kvality jako z přirozených porostů, kmeny jsou však celkově menší.
Mahagonové dřevo v sobě spojuje několik výjimečných vlastností. Je dekorativní, s jemnou strukturou, a dá se vyleštit do vysokého lesku. Je dobře opracovatelné a přitom tvarově stálé, ani tenké kusy se nekroutí a rovněž spoje jsou stabilní. Je také dosti odolné vůči houbovým chorobám a vlhkosti. Stromy navíc dorůstají velkých rozměrů a poskytují kvalitní řezivo bez defektů a ve velkých kusech.
Od podobných dřev, jako je zejména africký mahagon, lze pravý mahagon odlišit podle struktury dřeva při optickém zvětšení, nikoliv však podle barevného odstínu, kresby nebo váhy dřeva, neboť tyto parametry jsou dosti proměnlivé v závislosti na tom, v jakých podmínkách daný strom vyrůstal.

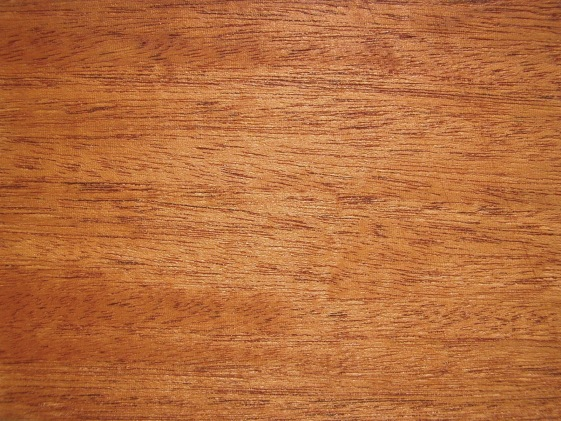
Americký mahagon, dřevo svietenie velkolisté
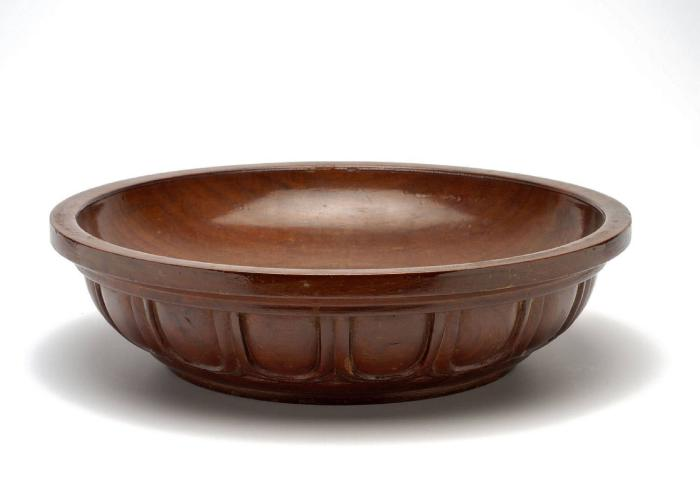
Miska vyrobená z amerického mahagonu

## Africký mahagon
Dřevo velmi podobné pravému, americkému mahagonu poskytují některé druhy afrického rodu khaja (Khaya), konkrétně Khaya anthotheca, K. grandifoliola, K. ivorensis a K. senegalensis. Ve vlastnostech se africký mahagon od amerického poněkud odlišuje a povrch po řezání či hoblování může být o něco potrhanější či chlupatější vlivem struktury s více propleteným zrnem. Africký mahagon zpravidla nemá v mikrostruktuře dřeva světle hnědé linie buněk při okraji každoročního přírůstku, které jsou charakteristické pro pravý mahagon a které poněkud imitují letokruhy dřev mírného pásu.

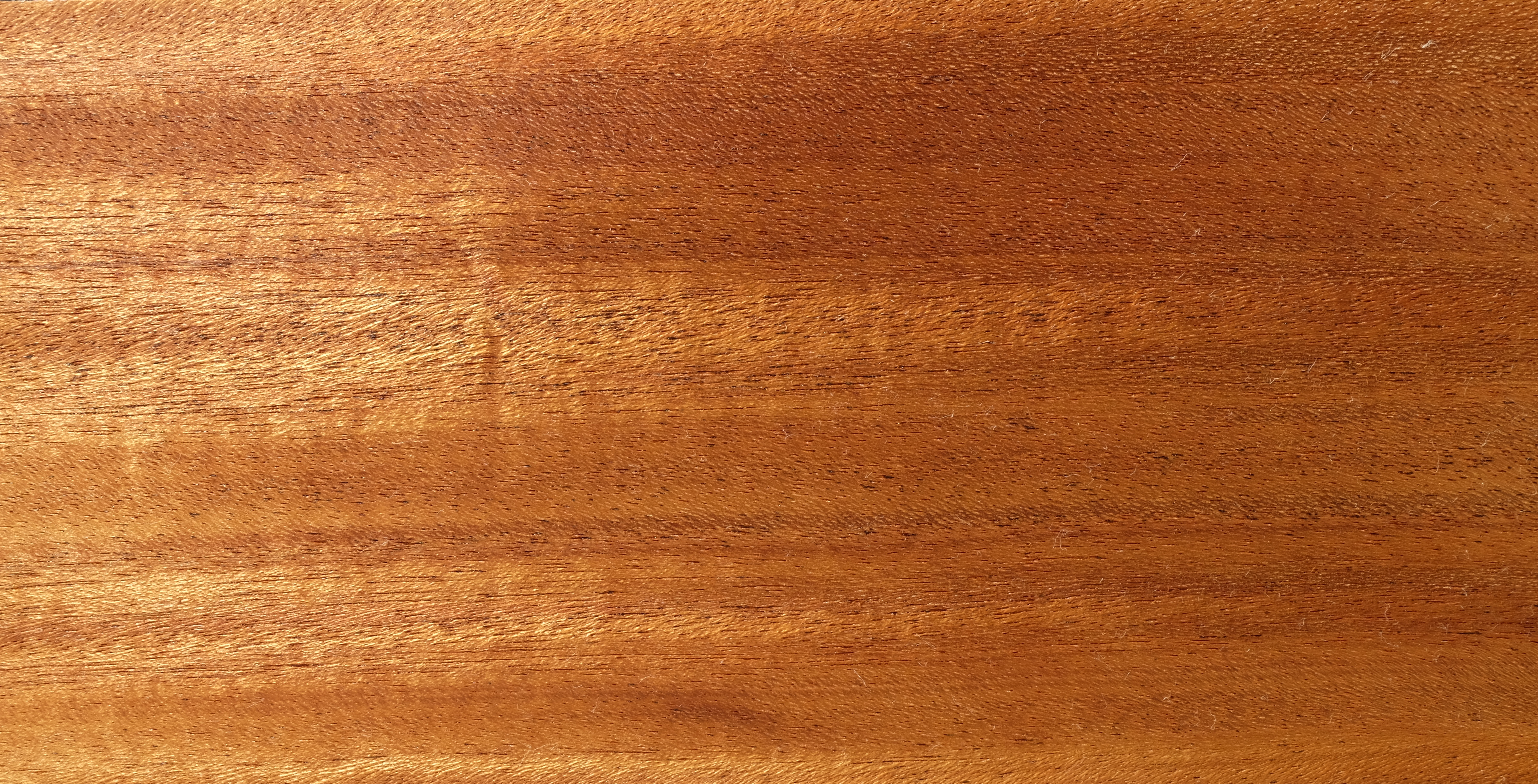
Africký mahagon

## Příbuzná dřeva čeledi zederachovité
Podobné vlastnosti jako mahagon mají i dřeva jiných zástupců čeledi zederachovité. Patří mezi ně např. africký rod Entandrophragma. Dřevo E. utile je známo jako sipo nebo mahagon sipo, dřevo E. cylindricum jako sapelli nebo mahagon sapelli, dřevo E. angolense jako tiama či mahagon tiama. Mezi další rody této čeledi, vyhledávané pro dřevo, náleží zejména guara (Guarea), cedrela (Cedrela), česnekovník (Toona), karapa (Carapa), zederach (Melia), Turreanthus a Lovoa.

## Ostatní dřeva
Vysoká cena a žádanost mahagonového dřeva vedla k tomu, že se přízviskem mahagon začala označovat i zcela jiná dřeva více či méně podobného vzhledu, která nemají s pravým mahagonem fakticky nic společného. Jako filipínský mahagon se někdy označuje dřevo různých druhů rodu shorea (Shorea) neboli damarovník z čeledi dvojkřídláčovité (Dipterocarpaceae), obchodované zpravidla pod názvem meranti. Toto dřevo je vlastnostmi i využitím poměrně blízké pravému mahagonu, je však v rámci různých druhů rodu shorea značně variabilní co do vzhledu i vlastností. Ostatní dřeva, nazývaná někdy přízviskem mahagon, mají již k opravdovému mahagonu značně daleko. Pojmem santoský mahagon se označuje dekorativní, avšak těžké, obtížně opracovatelné a málo žádané dřevo vonodřevu (Myroxylon) z čeledi bobovité (Fabaceae). Ve Spojených státech se pojmem horský mahagon označuje dřevo rodu oháňkovník (Cercocarpus) z čeledi růžovité (Rosaceae), které patří k nejtvrdším a nejtěžším severoamerickým dřevům. A konečně v Austrálii se pojmem bahenní mahagon označuje dřevo blahovičníku Eucalyptus robusta.

## Význam
Mahagon je vysoce ceněným dřevem zejména na výrobu luxusního nábytku, obložení, dveří ap. Jeho výjimečné technické vlastnosti jej předurčují také k jemnému opracování např. na různé modely, tiskařské štočky, hodiny, hudební nástroje ap.
Díky jeho tvrdosti a akustickým vlastnostem se používá také na výrobu korpusů elektrických kytar (zejména typu Les Paul). Je odolné vůči vodě a proto bylo v minulosti používáno také na stavbu lodí.

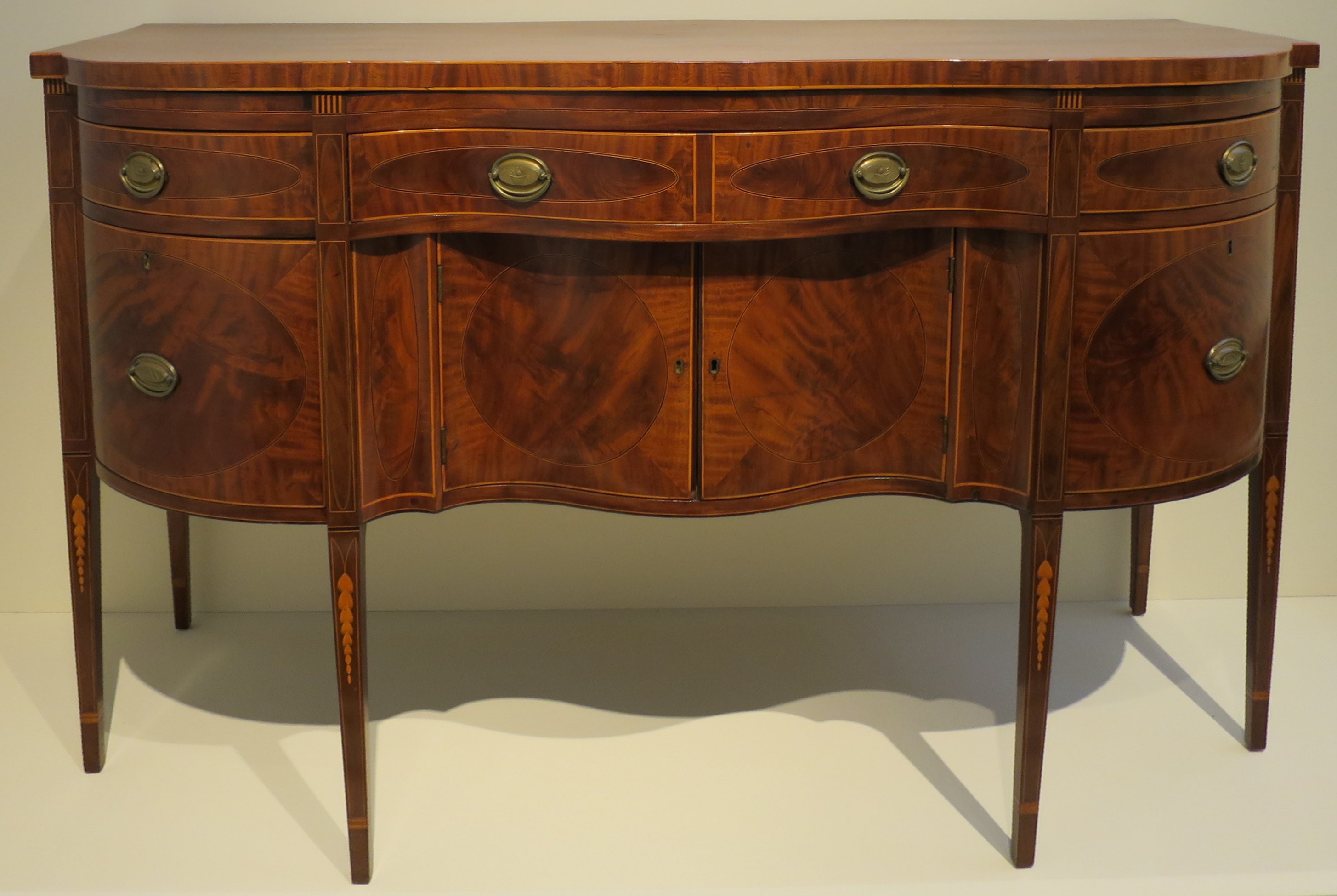
Příborník z amerického mahagonu z 18. století